# Ієронім фон Алєсані
Ієронім фон Алєсані — крайовий президент Герцогства Буковина в період з 1874 по 1887 рр. Незважаючи на довгий термін правління, мало цікавився справами краю.
Від часів його президентства боярські родини почували себе цілковитими господарями в економічному та громадському житті краю. Їхня політика зводилася до одержання особистих привілеїв та збагачення шляхом різних зловживань. «Газета польська» писала: « Під прикриттям хворого барона Алезані, який зовсім не займався краєм, розрослася на Буковині кліка кількох румунських бояр, яким здавалося, що край існує тільки для того, щоб вони мали з чого черпати прибутки матеріальні і почесті… Дезорганізація в управлінні, протекціонізм, хабарництво, визискування коштів публічних на користь кишені кількох…». Висміюючи наслідки політики цієї кліки протягом 70-80-х рр. ХІХ ст., А.Ончул писав: «Результатами консервативної партії були: баронський титул для родин Стирчів і Гурмузакі, закладення фамільного фідеікомісу для родини барона Василька, титул професора для учителя акушерської школи Вольчинського, локальні залізниці для бояр у серетській долині, щоб таким чином підвищити вартість боярських угідь, банкова концесія Алєка Петріно, щоби зміцнити його пошарпані фінанси, виарендовання копальні вапна від релігійного фонду і т. д.»